# Setra TopClass
Setra TopClass är en serie lyxiga turistbussar och dubbeldäckare tillverkade av Daimler Buses under varumärket Setra sedan 1993. Serien tillverkades tidigare av Karl Kässbohrer Fahrzeugwerke (1993-1995).
TopClass är Setras mest lyxigaste modell och är alltså menad för långa distanser och lyxcharter. Den introducerades 1993 som ett lyxigare alternativ än ComfortClass. Sedan lanseringen 1993 har det introducerats ytterligare två generationer i 400- och 500-serien. TopClass erbjuds som dubbeldäckare i alla serier benämnd som S 328 DT, S 431 DT respektive S 531 DT. Serien har fått positiva utmärkelser för sin komfort och säkerhet och är även idag en väldigt populär turistbuss i hela Europa. Bland annat har serien vunnit Coach of The Year (2014) och Grand Award Coach (2023).